# Recente geschiedenis van het Midden-Oosten
Dit artikel bevat de recente geschiedenis van het Midden-Oosten en beslaat de periode van ruwweg 1914 tot heden.
De keuze voor 1914 als startdatum is omdat het Midden-Oosten als zodanig geen homogeen gebied is. Het is pas als zodanig gaan ontstaan onder invloed van de westerse koloniale machten die het gebied dat het huidige Midden-Oosten omvat onder hun invloedssfeer konden rekenen.
Indien men zich zou beperken tot de individuele geschiedenissen van de afzonderlijke landen in het Midden-Oosten, loopt men het risico de onderlinge verbanden en samenhangen uit het oog te verliezen. Het is de bedoeling van dit artikel deze verbanden juist wel te laten zien om zodoende duidelijk te maken hoezeer de vorming van het Midden-Oosten het resultaat was van de vorming van elk afzonderlijk land en vice versa.

## De nadagen van het Ottomaanse Rijk

### Het Midden-Oosten aan het einde van de 19e eeuw
Aan het einde van de 19e eeuw vormden de Turken met hun Ottomaanse Rijk de grootste macht in het Midden-Oosten. Andere machten in het Midden-Oosten waren de Saoedi’s uit Riyad en de Rasjids uit Hail.
De Ottomanen hebben ruim 400 jaar lang het grootste deel van de Arabische wereld bestuurd. Ook in Europa was het Ottomaanse Rijk jarenlang een van de machtigste rijken. Het scheelde maar weinig of de Turken hadden in 1683 Wenen, de hoofdstad van Oostenrijk, veroverd. Maar aan het einde van de 19e eeuw begon het Ottomaanse Rijk ernstig te verzwakken. Al gauw werd het 'de zieke man van Europa' genoemd. Hier waren meerdere oorzaken voor:
1. Een groeiende technologische achterstand op het Westen. Technische kennis over scheepsbouw en bewapening bereikten Constantinopel niet. Ook de ideeën van de Renaissance, de Verlichting en de wetenschappelijke revolutie drongen niet door tot het Turkse rijk.
2. Een economische achterstand. Vanaf de 17e eeuw vond er handel in specerijen met Oost-Azië plaats, maar de Ottomanen deden hier niet aan mee. Hierdoor nam het Ottomaanse Rijk niet deel aan de wereldeconomie.
3. De opkomst van Rusland. De Russische tsaar, Peter de Grote, wist de Ottomanen sterk terug te dringen. Gebieden rond de Zwarte Zee en de Kaukasus gingen verloren, en Russische schepen konden weer vrij door de Dardanellen en Bosporus varen.
4. Het modern imperialisme. Veel gebieden van het Ottomaanse Rijk werden door westerse mogendheden veroverd. Frankrijk veroverde Noord-Afrika, Italië had Libië in zijn handen en Groot-Brittannië leidde de imperialistische race met Egypte, Oman, de Golfstaten en Aden.
5. Een vurig nationalisme onder de Europese volkeren in het Ottomaanse Rijk. De Grieken, Roemenen, Bulgaren en Serven wisten zich los te worstelen van het Ottomaanse Rijk. Uiteindelijk was alleen de hoofdstad van de Turken, Constantinopel en zijn omgeving, Ottomaans grondgebied in Europa.
6. Zwakke en nalatige sultans. De laatste sultans hielden zich alleen nog maar bezig met hun hof en hun harem. Staatsbestuur werd verwaarloosd.

Uiteindelijk was er van het Ottomaanse Rijk niet meer overgebleven dan Anatolië, de Levant en het westen van Arabië.

### Het groeiende belang van het Midden-Oosten
Het Midden-Oosten was jarenlang slechts een achtergestelde regio van het Ottomaanse Rijk. Met het einde van de 19e eeuw kwam daar sterke verandering in. Dit had twee oorzaken:
1. De strategische ligging. In 1869 werd in Egypte het Suezkanaal geopend, wat een uiterst handige handelsroute werd tussen Europa en India. De koning van Egypte, Ismail, wilde Egypte moderniseren en bouwde uiterst moderne, semi-Parijse wijken in Caïro. Dit kostte ontzettend veel geld, en daarom zette de Egyptische koning in 1875 de aandelen van het Suezkanaal op de markt. Meteen kocht de Britse premier de aandelen, waarmee Groot-Brittannië zijn handelsroute met India ruim 8000 km had verkort. Het Suezkanaal was nu de navelstreng van het Britse rijk geworden. Na hevige rellen in Egypte tegen de westerse aanwezigheid, werd Egypte een Brits protectoraat.
2. De olie. In het begin van de 20e eeuw werden enorme olievelden ontdekt in het Midden-Oosten, voornamelijk in de Perzische Golf.

Deze twee oorzaken leidden ertoe dat het Midden-Oosten een van de belangrijkste regio's in de wereld werd. De westerse mogendheden moesten dit zien te besturen.

### Nationalisme van Turken en Arabieren
Sinds het midden van de 19e eeuw staken nationalistische, pan-Arabische gevoelens de kop op in het Ottomaanse Rijk en Egypte. Hun kritiek op het Ottomaanse Rijk betrof dat het als zwak werd ervaren. Men vond het geen waardige drager van het kalifaat, de wereldlijke opvolging van de profeet Mohammed. Daarnaast werd het Ottomaanse gezag verweten niet sterk genoeg op te treden tegen de westerse mogendheden die steeds meer gebied veroverden op de Turken.
Deze pan-Arabische gevoelens werden versterkt door de organisatie van de Jong-Turken die in 1908 de macht greep in Constantinopel. De Jong-Turken vertegenwoordigden een sterk Turks nationalisme, dat een weerstand opriep in de Arabische wereld die onder hun invloed stond. Men richtte her en der in de Arabische wereld geheime genootschappen op die zich gingen inzetten voor teruggave van het kalifaat aan de Arabische wereld en voor het verkrijgen van autonomie.
Toen de Eerste Wereldoorlog uitbrak in 1914 zou men verwachten dat de geheime genootschappen de kant van de geallieerden zouden kiezen en gezamenlijk tegen de Ottomaanse overheersing zou vechten. Dit gebeurde echter niet of nauwelijks. Men prefereerde het gezag van het Ottomaanse Kalifaat boven het gezag van de Britten en Fransen.
Andersom hadden de Britten en Fransen weinig op met de Arabieren. Men sprak weliswaar over onafhankelijkheid, maar daarmee werd dan zelfstandigheid bedoeld in de vorm van een protectoraat of kolonie geleid door een westerse macht.
Toch zag men de Arabieren zeker niet als één volk. De westerse mogendheden zagen eerder een lappendeken van volken, stammen en nomaden, al dan niet voorzien van mysterieuze Bijbelse namen. Het idee van het Midden-Oosten zoals we dat tegenwoordig hebben (als een min of meer homogeen gebied) was indertijd vrijwel onbekend. Men zag eenvoudigweg niet in dat de Arabieren in staat zouden zijn zichzelf te regeren, laat staan om op regionaal niveau met elkaar samen te werken.

### Europese invloedssferen
De Britse agenda met betrekking tot het Midden-Oosten betrof het veiligstellen van de verbinding tussen de Middellandse Zee en de Perzische Golf om zodoende een spoorlijn aan te leggen naar Brits-Indië. Tevens wilde men de Russen op afstand van Brits-Indië houden door te voorkomen dat de Russen havens in de Middellandse Zee in handen zouden krijgen
De uitbraak van de Eerste Wereldoorlog verstoorde deze plannen: na de nederlaag van het Ottomaanse Rijk zou Rusland Constantinopel en Anatolië (het huidige Aziatische Turkije) krijgen. Als reactie zocht het VK nu naar een zuidelijkere verbinding met Brits-Indië. Tevens wilde men de Fransen als een buffer tussen hen en de Russen hebben. Daartoe werd een brede strook land aan Frankrijk toebedeeld. Deze strook liep van het huidige Libanon, via Syrië naar Mosoel in het huidige noorden van Irak. Dat Engeland bereid was om Mosoel op te geven, waarvan men vermoedde dat dit veel aardolie kon bezitten, toont aan dat strategische belangen zwaarder wogen dan zuiver financiële overwegingen.
Frankrijk, dat sinds 1860 militair in het huidige Libanon aanwezig was, kon zich prima vinden in deze initiatieven. Daarnaast bestonden ruime handelscontacten tussen Frankrijk en Syrië. Het lag dan ook voor de hand om Frankrijk aan te wijzen als nieuwe macht in Syrië en Noord-Irak zodra het Ottomaanse Rijk verslagen zou zijn.
Deze verdeling van invloedssfeer aangaande het Midden-Oosten werd in februari 1916 vastgelegd in de Sykes-Picot-overeenkomst. Echter, door nieuwe ontwikkelingen werd het verdrag door beide landen al vrij snel als irrelevant beschouwd. Een belangrijke ontwikkeling was de Russische Revolutie van 1917 waardoor Rusland zich terugtrok uit de oorlog en derhalve ook geen aanspraak meer kon maken op Constantinopel en Anatolië, iets wat het nieuwe regime sowieso al niet wilde aangezien men zich sterk verzette tegen het imperialisme van de westerse mogendheden.
Daarnaast wilde Engeland een aaneensluitend gebied in bezit nemen, lopend van Zuid-Afrika, via Oost-Afrika, het Midden-Oosten, Brits-Indië en uiteindelijk tot aan Australië en Nieuw-Zeeland aan toe.
Voor het Midden-Oosten betekende dit dat Engeland direct na de oorlog zo veel mogelijk gebied ging bezetten, waaronder Noord-Irak en Syrië dat eigenlijk aan de Fransen was toebedeeld. Uiteindelijk gaf de Britse minister van Oorlog, Winston Churchill, Syrië op maar hield vast aan Noord-Irak om zodoende de route naar Brits-Indië veilig te stellen.

## Groot-Syrië

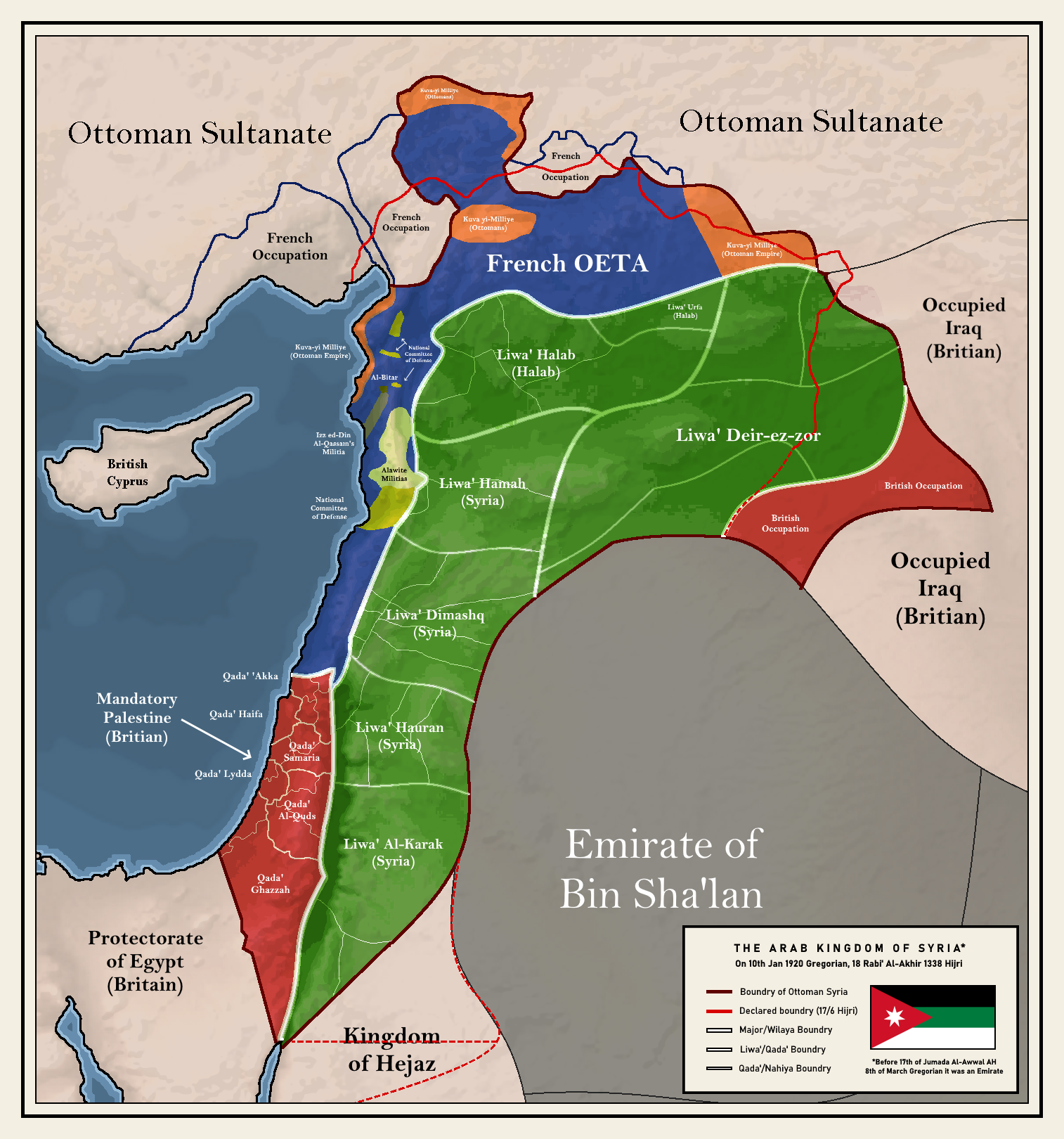
Het Arabische Koninkrijk Syrië van koning Faisal.

Tijdens de Eerste Wereldoorlog stelden de Arabieren zich in het algemeen passief op en bekeken het oorlogsgeweld tussen de geallieerden en de Turken zo neutraal mogelijk. Een uitzondering vormde de Sjarif van Mekka, Hoessein ibn Ali, die de leider was van de Arabische Opstand. Zijn opstand werd door de Britten gesteund middels toezeggingen van onafhankelijkheid en grondgebied. Toch koos Hoessein niet onomwonden partij voor de Britten. Zijn acties werden eerder ingegeven door de ontdekking dat de Turken hem wilden afzetten als leider van het gebied rondom Mekka. Hoesseins leger, met de beroemde officier T.E. Lawrence (Lawrence of Arabia) was niet erg sterk. Zo werd Medina heroverd door de Turken en werd alleen Akaba door Hoessein veroverd op de Turken. Desondanks speelde hij handig in op de wens van de Britten voor Arabische ondersteuning tegen de Turken en hielp hij de Britse generaal George Allenby bij diens opmars vanuit Egypte.
Na afloop van de oorlog claimde Hoessein koning te zijn van het gehele Midden-Oosten, een eis die de Britten onmogelijk konden inwilligen. Ze lieten hem de heerschappij over de westkust van het Arabisch Schiereiland. De zoon van Hoessein, Faisal, werd hoger ingeschat door de Britten en ze stelden hem dan ook aan als vorst over Syrië (zonder Libanon) en Palestina. Wel was Faisal verantwoording schuldig aan de Britten en de Fransen. Eind 1918 werd Faisal door de Britten in Syrië als leider over Syrië en Palestina geïnstalleerd. Bijkomend voordeel voor de Britten was dat Faisal voorstander was van de vestiging van joden in Palestina. Men hoopte zodoende via Faisal de Arabieren mee te krijgen voor de totstandkoming van een joods nationaal tehuis dat de joden was beloofd in de Balfour-verklaring.
Echter, Faisal ondervond tegenstand van zowel de elite in Damascus die niets van hem wilde weten als van de Fransen die er niets voor voelden hun toezicht slechts indirect via Faisal te kunnen uitoefenen. De Syrische elite wilde hem alleen accepteren als hij zich zou uitspreken tegen de Franse invloed, terwijl de Fransen hem alleen wilden accepteren als hij het nationalisme zou kunnen beteugelen. Faisal kwam van beide partijen onder vuur te liggen, maar sprak zich in 1920 uit voor de nationalisten en tegen de Fransen. Als reactie trokken Franse militairen op 26 juli Damascus binnen en verjaagden Faisal. Feitelijk kan dit moment worden beschouwd als het begin van het moderne Syrië omdat nu voor het eerst de gedachte van een Groot-Syrië daadwerkelijk was gerealiseerd: de Franse invloedssfeer betrof een ononderbroken gebied bestaande uit Palestina, Libanon en Syrië.

## De verdeling van het Midden-Oosten

### Libanon
Frankrijk had echter andere plannen met Libanon: men wilde het tot een zelfstandig mandaatgebied maken los van de Syrische invloed. De rooms-katholieke christenen in het tegenwoordige Libanon, Maronieten geheten, zochten aansluiting bij de Fransen ter bescherming tegen de overige groeperingen: de soennieten, sjiieten en Druzen. Al sinds de Kruistochten stond Frankrijk in contact met de Maronieten en men wilde graag helpen hen te 'beschermen' tegen de moslimgroeperingen in het gebied. Daartoe riep men op 1 augustus 1920 de Libanese staat uit. Deze staat bevatte naast het leefgebied van de Maronieten, tevens voornamelijk islamitische gebieden zoals de havensteden Tripoli, Beiroet, Sidon en Tyrus alsmede de Bekavallei. De grenzen waren zo gekozen dat de christenen net de meerderheid van 51 procent hadden in dit gebied. In de ogen van vele moslims stond het toewijzen van land aan de christenen feitelijk gelijk aan het afnemen van land van de moslims en kwam de regio nu onder westerse invloed in plaats van onder Arabische invloed.

### Jordanië
Nadat Faisal was verjaagd uit Damascus, rukte begin 1921 zijn broer Abdoellah op naar Damascus om de nederlaag van Faisal te wreken. Militair gezien had hij waarschijnlijk geen enkele kans de Fransen te verslaan, maar het bracht hem wel aan de onderhandelingstafel. Abdallah was bereid af te zien van de aanval op het Franse leger bij Damascus in ruil voor Palestina en Irak. Daar konden de Britten niet mee instemmen maar na enige onderhandelingen tussen Abdallah enerzijds en Churchill en Lawrence anderzijds kwam als compromis uit de bus dat Abdallah werd aangesteld als leider van het nieuw op te richten emiraat Transjordanië. Aangezien dit gebied indertijd al deel uitmaakte van Faisals grondgebied toen hij nog de scepter zwaaide, leek het een logische oplossing voor het dreigende conflict met Frankrijk. Daarnaast was het gebied van Transjordanië een broeinest van antisemitisch en antiwesters verzet, dus het aanstellen van een Arabier werd beschouwd als een goede stap om de orde te herstellen en de opstandige gevoelens de kop in te drukken.

### Irak
In 1917, tijdens de Eerste Wereldoorlog, hadden Brits-Indische strijdkrachten bezit genomen van de Iraakse hoofdstad Bagdad. Ondanks pogingen van de Britten om een eenheid te smeden van het gebied tussen de rivieren de Tigris en de Eufraat, kwam het tot de Grote Iraakse Revolutie in 1920 waarbij zeker 10.000 Arabieren en 450 Britten de dood vonden. De Britten schrokken niet terug voor de massale inzet van gifgas om de opstand te onderdrukken. In juli 1921 werd de orde weer hersteld. Engeland maakte zich zorgen over hun gezag over Irak en het stelde Faisal aan als koning van het nieuwe Koninkrijk Irak onder Brits mandaat. De Britten wilden hem compenseren voor zijn verjaging uit Damascus en dachten met het aanstellen van een Arabische leider (weliswaar een Hasjemiet) een goedkope oplossing hadden om de orde te bewaren. Hij betrok zijn nieuwe functie in augustus 1921.
Een van de eerste initiatieven die Faisal ontplooide was een heronderhandeling van zijn positie: in plaats van een mandaat zou er een verdrag tussen Irak en Engeland moeten komen waarbij Irak meer zelfstandigheid zou krijgen. De onderhandelingen verliepen niet voorspoedig en Engeland dacht erover zich terug te trekken uit Irak, voorwaar een geheel andere opvatting dan die de Britten hadden gedurende de Eerste Wereldoorlog. Toch bleven de Britten in Irak, voornamelijk vanwege het vermoeden dat de aarde rijk kon zijn aan aardolie. Dit klopte want in 1927 werd in Kirkoek in Noord-Irak voor het eerst aardolie gevonden.
In 1932 beëindigden de Britten hun mandaat in Irak. Direct na het verkrijgen van de onafhankelijkheid richtte het Iraakse leger een bloedbad aan onder de christelijke bevolking van Irak. Twee jaar later brak een grootschalige opstand van de sjiieten uit in het zuiden van Irak. Deze opstand werd door het leger bloedig neergeslagen. Tevens voerde het leger in dat jaar 1934 een staatsgreep uit waarbij de monarchie overigens ongedeerd bleef.

### Saoedi-Arabië
Bij de totstandkoming van het moderne Saoedi-Arabië speelden westerse machten slechts een bescheiden rol. Het was voornamelijk het werk van één man: Abdoel Aziz al Saoed. In 1902 trok hij met zijn militie naar Riyad en veroverde deze stad. Daarna volgden meer overwinningen en kreeg hij steeds meer gebied in bezit. Na de overwinning op Djedda in 1926 onderwierp Hoessein ibn Ali, de vader van Faisal en Abdoellah zich aan hem.
In 1932 smeedde al-Saoed zijn veroverde gebieden samen tot het koninkrijk van Saoedi-Arabië, vernoemd naar zijn familienaam. Al-Saoed werd in zijn landhonger slechts gestopt door de emir van Jemen, die dankzij het heuvelachtige terrein weerstand kon bieden aan zijn leger en diverse kleine gebieden aan de zuid- en oostkust van het Arabisch Schiereiland, te weten Aden. De tegenwoordige Verenigde Arabische Emiraten, Oman, Qatar, Bahrein en Koeweit stonden onder Britse bescherming.
De grenzen van Saoedi-Arabië met buurlanden Irak en Koeweit werden in 1922 vastgesteld door Sir Percy Cox, de Britse gouverneur van Bagdad. Tijdens onderhandelingen met al-Saoed, gebruikte Cox een simpel potlood om daarbij met enkele halen de grenzen vast te stellen. Ook werden toen de grenzen van de overige emiraten en golfstaten vastgelegd. Vandaar dat deze grenzen zo kaarsrecht en onnatuurlijk zijn. Ondanks bezwaren van Arabische nationalisten dat Cox deze emiraten en golfstaten in het leven zou hebben geroepen om daarmee met name Irak buiten te sluiten van hun olierijkdommen, moet de werkelijke reden meer worden gezocht in het beschermen van de Britse protectoraten tegen het machtige leger van al-Saoed.

## Stichting van het moderne Israël

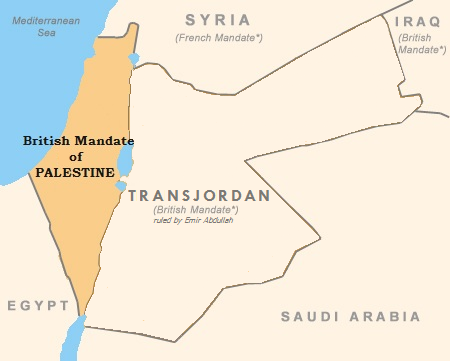
Palestina ten tijde van het Britse Mandaat van 1920-1948.

Geïnspireerd door het zionisme migreerden sinds 1882 duizenden voornamelijk Oost-Europese joden naar Palestina. Tot 1914 vestigden zich er ruim 60.000 joodse immigranten. Tijdens de Eerste Wereldoorlog waren de Ottomanen in oorlog met de geallieerden. De Britten zochten bondgenoten en deden territoriale toezeggingen aan verschillende partijen. In de Hoessein-McMahoncorrespondentie van de winter 1915-1916 deden ze een toezegging aan de Arabieren. In het Sykes-Picotverdrag verdeelden ze het gebied onderling met de Fransen. In de Balfourverklaring van november 1917 ten slotte, deden de Britten een toezegging tot een joods nationaal tehuis aan de Joden. Die toezeggingen werden alle gedaan voordat de Britse generaal Edmund Allenby Palestina binnenviel en het gebied dus nog onder controle van de Turken was.
De Balfour-verklaring had een grote stroom nieuwe joodse immigranten tot gevolg en daarmee namen ook de spanningen tussen de nieuwe immigranten en de Arabieren toe. Zo braken er in 1919 gevechten uit in Galilea en in 1920 bereikten de onlusten Jeruzalem. In reactie benoemden de Britse machthebbers een burgerregering in plaats van een militaire regering onder leiding van Sir Herbert Samuel.
De rellen bleven echter doorgaan. Zo braken in 1921 onlusten uit in Jaffa waarbij zo’n 200 joodse en 120 Arabische doden en gewonden vielen. Toen in 1929 opnieuw grootschalige onlusten uitbraken (onder meer tijdens het Bloedbad van Hebron), waarbij 500 slachtoffers vielen, stelde de Britse regering een onderzoekscommissie in. De conclusie van deze commissie was dat de gevechten met name voortkwamen uit een gevoel van onmacht aan de zijde van de Arabieren over de grote instroom van joodse nieuwkomers. Zo waren er in 1929 ongeveer 156.000 joodse immigranten, bijna een verdubbeling ten opzichte van 1914.
De joodse immigranten bezaten zo’n 14 procent van het bebouwbare land en waren sterk op elkaar gericht. De toenemende spanning bereikte een voorlopig hoogtepunt met de Arabisch-Palestijnse opstand die begon in 1936 en in 1939 door ingrijpen van het Britse leger tot een einde kwam. Opnieuw stelden de Britten een onderzoekscommissie in. De conclusie was gelijk aan die van de vorige commissie, maar daarnaast stelde de commissie een immigratiequotum voor (het aantal joodse immigranten was in 1939 inmiddels opgelopen tot 400.000) en beval dat voorbereidingen dienden te worden getroffen tot het stichten van een Palestijnse staat.
De Arabieren verwierpen het voorstel. Zo was de moefti van Jeruzalem tegen het plan omdat hij niets voelde om concessies te doen en onderhandelingen te voeren over grondgebied dat hij als het onvoorwaardelijk bezit van het Arabische volk zag. De joden waren verdeeld over het plan. Met name de beperking van het aantal immigranten tot 75.000 voor de komende vijf jaar, was onacceptabel. De joodse gemeenschap keerde zich tegen de Britse machthebbers, hield betogingen en voerde aanslagen uit op de Britse overheidsgebouwen.
Door het uitbreken van de Tweede Wereldoorlog in september 1939 kwam aan het joodse verzet een einde aangezien men zich vanuit tactische overwegingen aan de kant van de Engelsen schaarde. De roep om een joodse staat kreeg ondertussen steeds meer steun en werd voor het eerst officieel en publiekelijk door joodse leiders uitgesproken in mei 1942 in New York. Na afloop van de Tweede Wereldoorlog kwamen honderdduizenden joden vanuit Amerika en Europa naar Palestina. Eind 1946 was de joodse gemeenschap in Palestina aangegroeid tot zo’n 600.000.

### Eerste Arabisch-Israëlische Oorlog

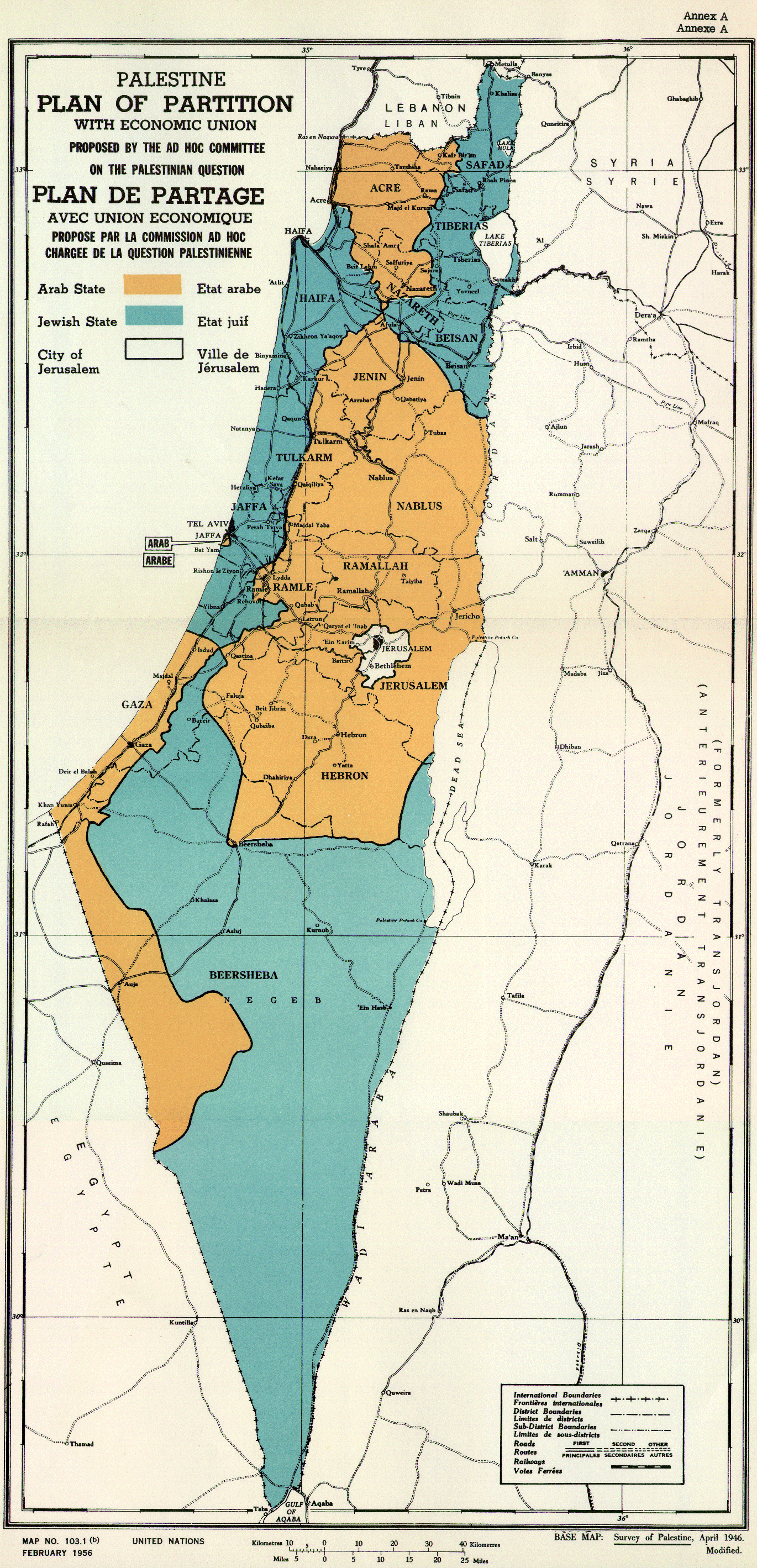
Het VN-verdelingsplan van Palestina.

Diverse joodse verzetsgroepen, zoals de Irgoen en de Sterngroep, bonden de strijd aan met de Britse autoriteiten in Palestina. Zo werd bij de bomaanslag op het Koning Davidhotel in Jeruzalem het hoofdkwartier van de Britten opgeblazen. Daarnaast voerden zowel Joden als Arabieren verzetsactiviteiten uit, zoals het opblazen van bruggen, aanslagen op kazernes en het vermoorden van Britse militairen.
Groot-Brittannië wilde van het conflictgebied af en legde onder Amerikaanse druk de wens van de joden om een eigen staat in 1947 voor aan de Verenigde Naties. In november 1947 adviseerden de VN Palestina op te delen in een joods gebied, een Palestijns gebied, en een internationaal bestuurd gebied rond Jeruzalem. De Joodse gemeenschap accepteerde het voorstel, de Arabische machthebbers rondom het gebied echter niet. Direct na het vertrek van de Britse mandaattroepen, riep het Joods Agentschap eenzijdig de staat Israël uit, die onmiddellijk werd erkend door de Verenigde Staten, de Sovjet-Unie, en diverse andere landen.
De volgende dag vielen vijf Arabische landen de nieuwe staat Israël aan: Egypte, Jordanië, Syrië, Libanon en Irak. Het resultaat was een Israëlische overwinning en bij de wapenstilstand had het delen van het voormalige mandaatgebied in handen die oorspronkelijk aan de Arabieren waren toegewezen. De Gazastrook werd bezet door Egyptische troepen en de Jordaanse koning Abdoellah voegde 1950 de Westelijke Jordaanoever samen met Transjordanië tot de staat Jordanië.
Een maand voorafgaand aan het vertrek van de Britten, intensiveerden de strijd tussen de Joden en de Arabieren. Op het moment dat de Britten zich terugtrokken, waren 400.000 Arabieren (ongeveer een derde deel van de toenmalige inwoners) vluchteling geworden. In de negen maanden na de uitroeping van de staat Israël, verlieten nog eens zo'n 400.000 Palestijnen het gebied. Vanuit de omliggende Arabische landen werden meer dan 800.000 Joodse inwoners verdreven.

## De jaren 40
Mede gestimuleerd door de Tweede Wereldoorlog, zag Frankrijk zich genoodzaakt om meer en meer invloed af te staan aan de mandaatregeringen in Syrië en Libanon. Syrië verkreeg volledige zelfstandigheid in april 1946 toen de Franse troepen voorgoed het land verlieten. Libanon riep enkele jaren eerder in 1943 de onafhankelijkheid uit.
Waar men in Syrië blij was eindelijk van de Fransen af te zijn, zij hadden immers hun Groot-Syrië opgedeeld in Libanon en Jordanië, onderhielden de Libanezen ook na hun zelfstandigheid goede betrekkingen met Frankrijk. Met name de christelijke maronieten zagen de Fransen als een extra bescherming tegen de moslims. Een ander verschil was dat Libanon in tegenstelling tot Syrië beduidend meer democratisch van karakter was, in de zin dat moslims en christenen actief deel konden nemen aan het openbare bestuur.
De democratie van Libanon was gebaseerd op het ongeschreven Nationale Pact. Dit Pact bepaalde de verdeling van de belangrijkste posten in het land: de maronieten leverden de president en de opperbevelhebber van het leger, de soennieten de premier en de sjiieten mochten de parlementsvoorzitter leveren. Daarnaast werden alle staatsorganen verdeeld naar religie: 6 christelijke werknemers naast 5 moslims. Alhoewel hiermee de kiem werd gelegd van de latere Libanese burgeroorlog en andere strubbelingen, heeft het Pact redelijk goed gefunctioneerd om de rust in Libanon te bewaren.
Jordanië stond onder invloed van Engeland dat na afloop van de Tweede Wereldoorlog bezig was met de voorbereidingen voor de Arabische Liga. Om goodwill te kweken bij de andere Arabische staten kon men niet anders dan Jordanië de onafhankelijkheid geven. Dat gebeurde dan ook in 1946 middels het Brits-Jordaanse verdrag. Dit verdrag perkte de onafhankelijkheid van Jordanië dermate in, dat Amerika weigerde om Jordanië als zelfstandig land te erkennen. Pas na aanpassing van het verdrag in 1948 werd Jordanië internationaal erkend.

### Voorspoed en vrijheid
De periode vlak na de Tweede Wereldoorlog werd gekenmerkt door een oplevende economie door de recente exploitatie van aardolie. Zo begonnen Saoedi-Arabië en Koeweit beide in 1946 olie te exporteren en volgde Qatar drie jaar later. Koeweit profiteerde van de nationalisering die plaatsvond in Iran waardoor de Engelsen uitweken naar Koeweit. Ook Iraks olieproductie nam sterk toe.
Veel Palestijnen waren van huis en haard verjaagd en zochten hun geluk in de olieproducerende landen. De inkomsten werden veelal opgestuurd naar familie in Jordanië en Libanon zodat de oliewelvaart ook daar terechtkwam. Daarnaast gingen de Arabieren uit de olielanden hun vakanties doorbrengen in Caïro, Beiroet en Damascus en zorgden voor een opleving van de huizenmarkt.
Ook politiek gezien ging het de Arabische wereld voor de wind: er was relatief veel vrijheid. De Arabische staten die onder Brits bewind hadden gestaan werden veelal een monarchie terwijl Libanon en Syrië door de Franse overheersing een republiek vormden. Over het algemeen waren de regeringen in de Arabische landen tolerant. Er was volop persvrijheid voor binnenlandse en buitenlandse pers, men kon ongestoord reizen en buitenlandse investeerders werden van harte welkom geheten.

## De Arabische Republiek Egypte
De burgers van de Arabische landen begonnen vraagtekens te plaatsen bij het beleid van hun overheden na de stichting van de staat Israël, zeker in de landen die sterk aan Engeland waren gelieerd. Engeland werd immers medeverantwoordelijk gehouden voor de stichting van de staat Israël en de regeringen van de voormalige Engelse kolonies waren vaak nog sterk pro-Engels gericht.
De eerste uitbarsting van ongenoegen vond plaats in Egypte. Egypte had aan den lijve de vernederingen ondervonden die het gevolg waren van de Britse overheersing. Van 1882 tot 1914 stond Egypte onder het bewind van de Engelsen. Vervolgens werd het een Brits protectoraat toen de Eerste Wereldoorlog uitbrak en in 1922 riep Engeland de onafhankelijkheid uit van Egypte.
Deze onafhankelijkheid werd eenzijdig door de Britten afgekondigd, zonder instemming van Egypte. Reden hiervoor was dat de Britten geen medestanders in de Egyptische politiek had kunnen vinden om de macht aan over te dragen. Een van de eisen die Engeland stelde als onderdeel van de Egyptische onafhankelijkheid was een verdrag sluiten dat Engeland volledige zeggenschap gaf bij de landsverdediging, de veiligheid van de verbindingen (Suezkanaal), de bescherming van buitenlandse belangen en het bestuur over Soedan dat tot dan toe gezamenlijk met Egypte werd gevoerd. Het duurde tot aan 1936 voordat de bepalingen dusdanig waren aangepast dat deze aanvaardbaar waren voor Egypte en de zelfstandigheid een feit kon worden. De laatste twee bepalingen bleven overeind waardoor Britse troepen gestationeerd bleven bij het Suezkanaal en Soedan nu volledig onder Brits bestuur kwam te staan.
Een andere reden voor de voedingsbodem van ontevredenheid bij de Egyptenaren was de zwakte van de Egyptische koning Faroek die onder Britse militaire druk moest toestaan dat Nahhas Pasja in januari 1942 de feitelijke macht overnam als minister-president. In de Egyptische militaire kringen werden deze ontwikkelingen met lede ogen aangezien. Hun enige verzet werd gepleegd door majoor Gamal Abdel Nasser tijden de Slag om Fallujah van oktober 1948 tot aan februari 1949. Zijn uiteindelijke nederlaag werd toegeschreven aan corrupte overheidsfunctionarissen waardoor adequate uitrusting en medische verzorging ontbraken. De daaropvolgende jaren namen de gevoelens van onrust alleen maar toe. In reactie zegde Nahhas Pasja in 1951 het verdrag met Egypte op en stelde Faroek aan als koning over Soedan, met medeweten van de Engelsen die immers Soedan als hun kolonie zagen.
Toch mocht dit niet baten. De Egyptische overheid kneep graag een oogje dicht als de Moslimbroederschap aanslagen uitvoerde op de Engelse soldaten die bij het Suezkanaal waren gelegerd. Dit leidde tot Britse vergeldingsacties. Bij een zo’n actie kwamen 43 Egyptenaren om het leven. Toen dit nieuws Caïro bereikte, resulteerde dit op 26 januari 1951 in Zwarte Zaterdag: vrijwel alle bars, restaurants, bioscopen en hotels die gelieerd waren aan Engeland werden in brand gestoken. Ruim een jaar later achtte Gamel Abdel Nasser Egypte rijp voor een staatsgreep en op 23 juli 1952 stuurde hij koning Faroek in ballingschap.

### Nasser aan de macht
De nieuwe machthebbers onder aanvoering van generaal Mohammed Naguib hadden twee doelstellingen: hervorming van het grondbezit in Egypte ten gunste van de landarbeiders en het verdrijven van de Engelsen. In oktober 1954 leidden onderhandelingen met Engeland ertoe dat dezen besloten om in juni 1956 Egypte te verlaten.
Dit verdrag was een regelrechte victorie voor de jonge Nasser, die inmiddels de macht had overgenomen van Naguib. De Engelsen werden als oppermachtig gezien en dat juist in het pro-Engelse Egypte, met het strategisch belangrijke Suezkanaal, Nasser kon zorgen voor het vertrek van Engeland, droeg sterk bij tot zijn reputatie.
Wellicht mede door de positieve reacties in de Arabische wereld, begon Nasser zich in toenemende mate uit te spreken tegen het westerse imperialisme in het Midden-Oosten. Zo opende hij een radiozender, “De Stem van de Arabieren” die anti-imperialistische propaganda begon uit te zenden, met name gericht op Jordanië en Irak, die nog steeds volop door Engeland werden gesteund.
Nassers boodschap ging in tegen de belangen van Amerika en Engeland. Zo was in 1955 het Pact van Bagdad tot stand gekomen, een militair samenwerkingsverband, tussen het Verenigd Koninkrijk, Irak, Turkije, Pakistan en Iran, met de steun van de Verenigde Staten. Dit was evenals, de NAVO en de Zuidoost-Aziatische Verdragsorganisatie, de ZOAVO, een pact dat bedoeld was om de invloed van de Sovjet-Unie en het communisme in te dammen. Ook had Amerika al een Turks-Pakistaans verdrag gesloten met dezelfde doelstelling. Na het realiseren van het Bagdadpact, wilde Amerika, bij monde van de minister van buitenlandse zaken John Foster Dulles, graag dat Syrië en Jordanië zich bij het pact zouden aansluiten. Nasser was de mening toegedaan dat de Arabische landen zich vrij en onafhankelijk dienden op te stellen en derhalve geen akkoorden moesten sluiten met buitenlandse mogendheden. De vlam sloeg in de pan toen Israël in juli 1955 de Gazastrook binnenviel.

### De Suezcrisis
Bij de inval van het Israëlische leger in de Gazastrook vielen 39 Egyptische doden waarna Nasser weerwraak wilde nemen. Hij had echter vrijwel geen leger opgebouwd, mede omdat de westerse mogendheden hem geen wapens wilden verkopen gezien zijn anti-imperialistische opstelling. Nasser wendde zich derhalve tot de Sovjet-Unie voor militaire steun. Dat resulteerde in de aankondiging van Nasser in september 1955 dat hij Russische wapens van Tsjecho-Slowakije zou gaan kopen. In een andere stap, die als anti-imperialistisch werd gezien, erkende Nasser communistisch China.
In reactie hierop besloten Amerika en Engeland om geen lening aan Egypte te verstrekken voor het bouwen van de Hoge Dam van Aswan. Nasser reageerde daarop door het Suezkanaal te nationaliseren. Hij deed deze aankondiging in een toespraak op zijn radiostation Stem van de Arabieren. Als reden voor de nationalisatie gaf hij op dat de opbrengsten van het Suezkanaal zouden worden gebruikt voor de financiering van de Aswandam. Ook keerde hij zich fel tegen de "imperialisten".
Frankrijk en Engeland riepen hun scheepsloodsen terug, maar Egypte verving hen door Egyptische loodsen zodat het scheepsverkeer ongehinderd door kon gaan. Het conflict escaleerde doordat Frankrijk samen met Israël besloot om militair in te grijpen. Israël had al langer het plan opgevat om Egypte binnen te vallen om zodoende Palestijnse guerrillastrijders aan te pakken. Frankrijk, en Engeland die zich bij de plannen aansloot, zou dan als vredestichter tussen beide partijen komen en zodoende het Suezkanaal te herbezetten. Bijkomend argument voor Frankrijk was dat ze Nasser verantwoordelijk hielden voor de Algerijnse opstand die in 1954 begonnen was.
Op 29 oktober 1956 viel Israël inderdaad Egypte binnen en geheel volgens plan stuurden Frankrijk en Engeland hun troepen naar het Suezkanaal, zogenaamd om beide partijen te scheiden. Hun plannen vielen echter in duigen toen Egypte snel enkele schepen liet zinken en zodoende het Suezkanaal blokkeerde. Ook blies Syrië twee belangrijke olieleidingen op en in het gehele Midden-Oosten waren er aanslagen op Franse en Engelse eigendommen. Daarnaast schoot Amerika Engeland en Frankrijk niet te hulp, zodat beide landen en Israël zich al na een paar dagen moesten terugtrekken.

### Arabisch nationalisme – eind jaren 50
De overwinning van Nasser op Frankrijk, Engeland en Israël werd enthousiast onthaald door Arabieren in andere landen en stimuleerde tot emancipatie van de Arabier. Zo riepen zowel Marokko als Tunesië in 1956 de onafhankelijkheid van Frankrijk uit. Ook de Algerijnen werden door het succes van Nasser gestimuleerd in hun vrijheidsstreven.
In Jordanië kwam koning Hoessein dermate onder druk te staan van het opkomende Arabische nationalisme dat hij de Britse bevelhebber van het Arabisch Legioen, generaal Glubb ontsloeg. Tevens ontbond hij het verdrag tussen Jordanië en Engeland dat zijn grootvader Abdallah in 1948 had gesloten. Zodoende waren halverwege 1957 alle Britse troepen uit Jordanië verdwenen.

De Verenigde Arabische Republiek bestaande uit Egypte en Syrië.

Syrië stond ook bloot aan de druk van het opkomende Arabisch nationalisme en zocht aansluiting bij Egypte. Dit leidde in 1957 tot de Verenigde Arabische Republiek. De machthebbers in Syrië probeerden hiermee hun gezag te vergroten, iets wat sinds de onafhankelijkheid in 1920 slechts matig was gelukt. Het land kende veel staatsgrepen die voortkwamen uit ontevredenheid over het feit dat Syrië veel land was kwijtgeraakt aan Jordanië en Libanon en omdat de opeenvolgende regeringen niet in staat waren het volk achter zich te krijgen. Nasser was weliswaar niet enthousiast over het initiatief van Syrië, maar als voorvechter van het Arabisme kon hij het verzoek tot samenwerking met zijn Arabische broeders niet weigeren.
Ook in Irak ontstonden spanningen die een hoogtepunt bereikten met de staatsgreep van juli 1958. De Iraakse generaal Abdul Karim Qassem nam op bloedige wijze de macht over en moordde de koninklijke familie uit waarbij de lijken van de koning Faisal, de kroonprins en de premier door de straten werden gesleept. Het ‘verlies’ van Irak, dat altijd zeer prowesters was geweest, kwam hard aan bij het Westen.
Gestimuleerd door de ontwikkelingen in de regio braken ook in Libanon onlusten uit waarbij opstandelingen zich verzetten tegen de christelijke president Camille Chamoun die de grondwet wilde herzien zodat hij zijn ambtstermijn kon verlengen en daarmee zijn prowesterse agenda kracht kon bijzetten. Door het ingrijpen van Amerika werd de opstand bedwongen.

## De Palestijnse kwestie
Sinds de Suezcrisis waren de Palestijnen actiever geworden. De latere leider, Yasser Arafat richtte in 1959 de organisatie Al Fatah op. De eerste jaren van zijn bestaan, richtte Al Fatah zich op het verdedigen en uitdragen van de Palestijnse belangen middels het uitgaven van het blad Ons Palestina.
De PLO (Palestijnse Bevrijdingsorganisatie) werd opgericht tijdens een Arabische top in 1964. De PLO had tot doel om leiding te gaan geven aan het Palestijnse verzet tegen Israël en werd onder toezicht van Egypte gesteld.
Al Fatah onder leiding van Arafat stelde zich inmiddels ook militanter op. Hij had een kleine militie gevormd die werd gesteund door het regime in Syrië. De eerste aanslag van Al Fatah mislukte doordat het Libanese leger van de plannen op de hoogte was gesteld en de betrokkenen tegenhield die op weg waren naar Israël om daar op Nieuwjaarsdag 1965 een aanslag te plegen.

### Zesdaagse Oorlog
Nadat Egypte de op zijn grondgebied gelegerde VN-vredesmacht had bevolen het land te verlaten en vervolgens de internationale zeestraat Golf van Akaba blokkeerde, hetgeen door Israël als oorlogsdaad werd beschouwd, sloeg Israël op 5 juni 1967 vernietigend toe. In zes dagen tijd werden de Gazastrook, de Sinaï, de Westelijke Jordaanoever en de Golanhoogten bezet. Ook namen Israëlische troepen de oude stad van Jeruzalem (Oost-Jeruzalem) in. Deze stad werd sinds 1948 door Jordanië bezet.

### Toenemende invloed PLO
De nederlaag van de Arabische regimes maakte voor de Palestijnen duidelijk dat conventionele oorlogsvoering niet geschikt was om het Israëlische leger te bestrijden. Men veranderde van tactiek en stapte over op de guerrillaoorlog. Eerst werd deze gevoerd vanuit de recentelijk door Israël ingenomen Westelijke Jordaanoever, maar Al Fatah-leider Yasser Arafat ondervond al vrij snel dat het hem ontbrak aan steun onder de Palestijnen die in dat gebied leefden. Het merendeel van de Palestijnen gaf de voorkeur aan een diplomatieke oplossing in plaats van gewapenderhand.
In januari 1968 stak Arafat de Jordaan over om zich te vestigen in het huidige Jordanië. Dit bracht hem succes toen hij een maand later de macht overnam in de PLO. Weer een maand later wist Arafat een symbolische overwinning op het Israëlische leger te halen bij het Jordaanse plaatsje Karameh. De PLO vernietigde een aantal tanks, doodde ten minste 30 Israëlische soldaten en wist het tot dan toe onaantastbare Israëlische leger terug te dringen. Het was het eerste Arabische militaire succes en leidde tot een grote aanwas van nieuwe strijders. De PLO groeide in drie jaar van zo’n 200 soldaten tot 30 duizend.
De acties van de PLO veranderden van karakter: burgerdoelen zoals supermarkten en bushaltes werden steeds vaker aangevallen. Ook richtte de PLO zich op buitenlandse burgerdoelen die vaak niets van doen hadden met de strijd van de Palestijnen. Zo werden vliegtuigen gekaapt, passagiers beschoten en vermoordde de PLO de Israëlische sportploeg bij de Olympische Spelen in München. Dergelijke acties leidde tot reactie van het Israëlische leger.
Mede door deze actie, werd in Jordanië ook gevreesd voor vergeldingsmaatregelen van Israël. Daarbij komt dat PLO strijders zich steeds onhebbelijker begonnen op te stellen en vaak in conflict kwam met de lokale bevolking. Ook kon de koninklijke familie van Jordanië het niet waarderen dat de PLO openlijk opriep tot de bevrijding van de hoofdstad Amman om als basis te dienen voor de revolutionaire oorlog in de gehele Arabische wereld.
De spanningen tussen de PLO en Jordanië bereikten hun hoogtepunt met de kaping van drie vliegtuigen in september 1970 die naar Jordanië werden gedwongen. Het Jordaanse leger trad hard op tegen de PLO en verdreef hen uit Jordanië waarbij uiteindelijk in juli 1971 alle PLO bases vernietigd waren. De PLO vestigde zich vervolgens in Beiroet en zette haar strijd tegen Israël voort vanuit het zuiden van Libanon.

## Na de Zesdaagse Oorlog
Een paar weken na de Zesdaagse Oorlog kwamen de Arabische leiders bijeen in de Soedanese hoofdstad Khartoem, om de verliezen van de Zesdaagse Oorlog te bespreken. Al gauw kwamen de Arabieren tot een akkoord, wat vaak wordt samengevat als de drie 'Neeën': 'nee' tegen vrede met Israël, 'nee' tegen erkenning van Israël en 'nee' tegen onderhandelingen met Israël.

### Jom Kipoeroorlog
In 1970 was Nasser overleden aan een hartstilstand na te hebben bemiddeld tussen de Jordaanse koning en de PLO. Zijn opvolger was zijn vicepresident, Mohammed Anwar al-Sadat. Sadat had een heel andere politiek dan Nasser: terwijl Nasser zich meer concentreerde op de hele Arabische regio, focuste Sadat zich enkel en alleen op Egypte.
Sadat wilde de Sinaï bevrijden van Israël, maar niet zoals Nasser dat wilde doen met oorlog. Oorlog was slechts een deel van Sadats plan: hij zou eerst oorlog voeren tegen Israël om de Sinaï proberen te bevrijden, en vervolgens zou hij met Israël onderhandelen over de Sinaï. De oorlog kwam in 1973; Egypte en Syrië voerden een verrassingsaanval uit op Israël, op de joodse feestdag Jom Kipoer. Egypte viel de Sinaï binnen en Syrië de Golanhoogte. Na aanvankelijk compleet verrast te zijn vochten de Israëli's terug. Na ruim een maand vechten werd er onder druk van de VS een wapenstilstand gesloten tussen de Arabische landen en Israël zonder dat er een duidelijke winnaar was. Het conflict bleef tijdens de Jom Kipoeroorlog niet beperkt tot het Midden-Oosten. Wereldwijd was de oorlog voelbaar aangezien de Arabische olieproducerende landen hadden besloten geen olie te leveren aan landen die Israël steunen. Dit leidde tot de oliecrisis en een grote economische inzinking. Hierdoor kozen de meeste landen tijdens de Jom Kipoeroorlog voor de Arabieren.
Na de oorlog en de oliecrisis veranderde de houding van veel westerse landen tegenover de Arabieren. Zo werd de PLO vanaf 1975 waarnemer bij de VN en nam de VN zelfs een resolutie aan waarin stond dat zionisme gelijk is aan racisme.
Het eerste deel van het Egyptische plan voor de bevrijding van de Sinaï was voltooid. Tijdens de Jom Kipoeroorlog had Egypte slechts een klein deel van de Sinaï weten te bevrijden. Hierna verraste Sadat zowel de Arabieren als de Israëliërs door als eerste Arabische leider, in 1977, Israël te bezoeken om te onderhandelen over vrede. Na veel moeizame besprekingen, vooral vanwege de status van Jeruzalem, kwam er met steun van de VS een akkoord tot stand, de zogenaamde Camp Davidakkoorden. Dit was het eerste vredesakkoord tussen een Arabisch land en Israël. Afgesproken werd dat Egypte Israël erkent en de blokkade van de Golf van Akaba opheft. In ruil daarvoor krijgt Egypte de Sinaï terug in fasen, en krijgen de Palestijnen een beperkte mate van zelfbestuur. De vredesakkoorden werden met groot enthousiasme onthaald in het Westen, Israël en Egypte. Egypte hees zijn vlag na dertien jaar bezetting weer in de Sinaï, om de Arabieren ervan te overtuigen dat het principe land voor vrede werkt. De Arabieren wilden echter niets van het vredesakkoord weten: ze organiseerden een conferentie in Bagdad en besloten Egypte te schorsen uit de Arabische Liga waardoor Egypte geïsoleerd raakte in de Arabische wereld. In 1981 werd Sadat tijdens een militaire parade door een lid van de verboden Moslimbroeders vermoord. Zijn opvolger, Hosni Moebarak, wist de vrede met Israël te handhaven.

### De Libanese Burgeroorlog
In 1975 brak er in Libanon een bloedige burgeroorlog uit tussen moslims en christenen. De moslims protesteerden tegen de scheve machtsverhouding in Libanon waar ze de meerderheid vormden, maar waar de belangrijkste politieke functies van president en opperbevelhebber van het leger bij de christenen lagen. De burgeroorlog bleef echter niet beperkt tot Libanon. De PLO was na Zwarte September 1970 verdreven naar Libanon. In Beiroet had de PLO nu haar hoofdkwartier, en de PLO ging vanuit Libanon verder met het plegen van aanvallen op Israël. Deze aanvallen werden vaak gevolgd door vergeldingsacties.
De Libanese moslims zagen de PLO als vrijheidsstrijders, terwijl de Libanese christenen (Falangisten) vonden dat Libanon meer schade dan voordelen ondervond van de PLO. In 1982 viel Israël Libanon binnen om de strijd met de PLO aan te gaan. In korte tijd werd Zuid-Libanon veroverd en het Israëlische leger bereikte de poorten van Beiroet. Er kwam een akkoord tot stand waarin bepaald werd dat Israël Beiroet niet zou binnenvallen op voorwaarde dat de PLO uit Libanon zou vertrekken. De PLO werd zo voor de tweede keer uit een Arabisch land verdreven. Echt rustig was het echter niet rond de Palestijnen in Libanon. In 1982 meldde het Israëlische leger aan de Falangisten dat er zich PLO-strijders zouden bevinden in de vluchtelingenkampen van Sabra en Shatila. De Falangisten vielen deze kampen binnen en richtten een bloedbad aan, waarbij enkele honderden slachtoffers vielen. Israël werd mede verantwoordelijk gehouden voor dit bloedbad en een intern onderzoek naar het handelen van de Israëlische Defensie was het gevolg.
Met de Vrede van Taif in 1990 kwam een einde aan de Libanese burgeroorlog.

### Twee Golfoorlogen
Tot aan 1979 was Iran een prowesters land met op de Iraanse troon de sjah Mohammed Reza Pahlavi. Onder de Iraanse bevolking was veel onvrede over zijn prowesterse, seculiere beleid. Dit leidde in 1979 tot de Islamitische Revolutie in Iran: de sjah werd afgezet en verbannen en Iran werd een islamitische republiek. Alcohol en disco's werden verboden, vrouwen moesten voortaan gesluierd over straat.
In hetzelfde jaar kwam in Irak Saddam Hoessein aan de macht. Saddam voelde zich bedreigd door de Islamitische revolutie. Iran is een sjiitisch land, en de revolutie die hier had plaatsgevonden inspireerde de sjiitische meerderheid (60%) van Irak om ook een dergelijke revolutie te plegen. Saddam Hoessein, een soenniet, vreesde zo'n revolutie. Bovendien kregen Irak en Iran een conflict over de Sjatt al-Arab, Iraks enige uitweg naar zee. Ten slotte wilde Saddam Hoessein de grenzen van Irak naar het oosten uitbreiden, omdat in het westen van Iran grote groepen Arabieren wonen. Al deze redenen vormden voor Saddam Hoessein in 1980 aanleiding tot het binnenvallen van Iran, wat leidde tot de Eerste Golfoorlog, waarbij ruim een miljoen mensen de dood vonden. Het Westen koos tijdens deze oorlog partij voor het dictatoriale beleid van Saddam Hoessein tegenover het antiwesterse beleid van Iran. Tijdens de Eerste Golfoorlog vonden er ook veel Koerdische opstanden plaats. In 1988 beschuldigde Saddam Hoessein de Koerden in Noord-Irak ervan dat ze zouden samenwerken met Iran. Dit leidde tot een gifgasaanval op Halabja, waarbij ruim 5000 mensen de dood vonden. Hetzelfde jaar werd er vrede gesloten tussen Irak en Iran.
Het volgende slachtoffer van Irak was Koeweit. Tijdens de Eerste Golfoorlog hadden de Arabische Golfstaten geld geleend aan Irak. Deze landen voelden zich namelijk bedreigd door Iran. Een van deze landen was Koeweit. Saddam Hoessein was veel geld verschuldigd aan Koeweit en weigerde het terug te betalen. Bovendien beschuldigde Saddam Koeweit ervan dat ze zich niet zouden houden aan de regels van de OPEC: Koeweit zou te veel olie produceren voor een te lage prijs, en ook nog eens olie boren in Iraaks grondgebied. In 1990 viel hij daarom Koeweit binnen, en binnen een uur was het land bezet. Dit ontketende de Tweede Golfoorlog. De Arabische landen veroordeelden deze actie, en vreesden een Iraakse invasie van Saoedi-Arabië. Met een coalitie van ruim twintig landen, waaronder Groot-Brittannië, Frankrijk, Saoedi-Arabië, de Golfstaten, Syrië, Egypte en Marokko, vielen samen met de VS, onder VN-goedkeuring, Irak binnen. Alleen de PLO en Jordanië bleven Saddam Hoessein trouw. De PLO wilde Saddam niet de rug toekeren na de vele steun die hij de Palestijnen bij hun strijd heeft geleverd. In Jordanië is de meerderheid van de bevolking Palestijn. In 1991 was Irak na Operation Desert Storm verslagen en werd het uit Koeweit verdreven. Als wraak staken de Irakezen de olie-installaties in Koeweit in brand.

### Intifada en Oslo-akkoorden
In 1987 brak er een opstand uit onder de Palestijnse bevolking in de betwiste gebieden gekenmerkt door massale demonstraties en uitbarstingen van geweld die bekend zou worden als de Intifada. Overal in de Gazastrook en de Westelijke Jordaanoever waren er grote protesten. De opstanden bereikten een hoogtepunt in 1988, toen de Palestijnse leider Yasser Arafat in de Algerijnse hoofdstad Algiers officieel de Staat Palestina uitriep met als hoofdstad Jeruzalem. Arafat was nu niet meer de leider van de PLO, maar de "president van Palestina". De Intifada duurde zes jaar.
Als gevolg van Arafats steun voor Saddam Hoessein en de Iraakse invasie van Koeweit werd de geldkraan naar de PLO vanuit de Arabische wereld grotendeels dichtgedraaid. De PLO kwam hierdoor in grote problemen en moest haar koers herzien. Dit leidde in 1993 tot geheime vredesbesprekingen in de Noorse hoofdstad Oslo. Aanwezig waren de Israëlische premier Yitzchak Rabin, de Palestijnse leider Yasser Arafat en de Amerikaanse president Bill Clinton. Het eerste akkoord tussen Palestijnen en Israëli's werd hier gesloten (de Oslo-akkoorden). Afgesproken werd dat: de PLO Israël erkent en andersom; de PLO het terrorisme definitief afzweert; de PLO zelfbestuur krijgt in een aantal steden op de Westoever, waaronder Jericho en Ramallah, en de Gazastrook; en Israël ophoudt met de bouw van joodse nederzettingen in de betwiste gebieden. Beroemd werden de handdruk van Arafat en Rabin in de tuin van het Witte Huis met Clinton als tussenpersoon. Rabin en Arafat alsmede Peres kregen in 1994 de Nobelprijs voor de Vrede.
In 1994 sloot Jordanië als tweede Arabische land vrede met Israël. In 2000 werd op initiatief van de Amerikaanse president Bill Clinton een vredesakkoord uitgewerkt dat bekend zou worden als de Camp Davidakkoorden. Het vredesakkoord werd door Arafat resoluut afgewezen.

## Het Midden-Oosten in de 21e eeuw
Ook in de 21e eeuw is het Midden-Oosten een kruitvat gebleven. Het Palestijns-Israëlisch conflict is niet (effectief) beslecht, en de VS begonnen hun 'War on terror' in Afghanistan en Irak.

### De Palestijnen en Israël in de 21e eeuw
De Oslo-akkoorden brachten dus geen rust naar de regio. In 2000 brak er opnieuw een golf van chaos uit. De Israëlische premier Ariël Sharon bracht een provocerend bezoek aan de Haram Ash-Sharif, de heiligste plek voor moslims na Mekka en Medina, voor joden bekend als de Tempelberg. Meteen kwamen de Palestijnen in opstand, en brak de Tweede Intifada uit. Deze intifada was vele malen bloediger dan de eerste. Aanslagen van Palestijnse groeperingen zoals Hamas, en vergeldingsacties van het Israëlische leger kenmerkten de opstand. Er vielen vier keer zoveel slachtoffers aan Palestijnse kant als aan de Israëlische.
In 2004 was Arafat op mysterieuze wijze om het leven gekomen. De Palestijnen beschuldigden Israël hiervan, maar concreet bewijs ontbrak. Een golf van verdriet overspoelde niet alleen de Palestijnse gebieden, maar de hele Arabische wereld: Arafat was jarenlang hét symbool voor de Palestijnse strijd voor een thuisland. De populariteit van de PLO daalde onmiddellijk, en de Verenigde Naties stelde daarom voor dat er verkiezingen werden gehouden in de Palestijnse gebieden, de meest democratische ooit gehouden in de Arabische wereld. Het resultaat: Hamas won met ruime meerderheid. Hamas wordt echter door het Westen en Israël gezien als terroristische organisatie en deze landen weigerden daarom de democratisch gekozen partij te erkennen als winnaar van de verkiezingen. Bovendien wil Hamas geen vrede met Israël, maar streeft het naar de stichting van een islamitische staat in Palestina. Dit leidde tot een enorme machtsstrijd tussen de Palestijnen onderling: aan de ene kant Hamas, aan de andere kant Al Fatah. De machtsstrijd liep uit de hand, en al gauw werd er gesproken van een Palestijnse Burgeroorlog, door de Arabieren vaak het 'Conflict tussen Broeders' genoemd. Hamas greep de macht in de Gazastrook, die in 2005 door Israël was ontruimd, en verdreef de PLO. De PLO verdreef als reactie hierop Hamas-strijders naar de Gazastrook en behield de macht in de Westelijke Jordaanoever. Israël besloot als reactie op de staatsgreep in Gaza de Gazastrook volledig te boycotten, samen met de rest van de Westerse wereld. Een crisis was het gevolg in Gazastrook: enorme tekorten aan voedsel, brandstoffen, elektriciteit en medicijnen leidde tot grote armoede in Gaza. Tegenwoordig leeft de meerderheid van de Gazanen onder de armoedegrens.
In 2008 werd er een bestand gesloten tussen Israël en Hamas, waarbij de beide partijen elkaar niet zouden aanvallen. Na schendingen van het bestand over en weer begon Hamas weer met raketaanvallen op het zuiden van Israël, voornamelijk het stadje Ashkelon. Israël wilde afrekenen met Hamas en begon in december 2008 met harde bomaanslagen op Gaza, en in januari 2009 met een grondoffensief. Het aantal slachtoffers aan Palestijnse kant werd gerapporteerd als zijnde rond de 1400 doden, waarvan meer dan driekwart burgers en een groot deel vrouwen en kinderen. De schade aan Gaza bedroeg miljarden dollars. Aan Israëlische zijde vielen 12 doden. De oorlog werd beëindigd met een bestand.
De voorzitter van de missie die in opdracht van de Mensenrechtenraad van de Verenigde Naties het conflict in Gaza onderzocht, de Zuid-Afrikaanse rechter Richard Goldstone, schreef in april 2011 dat het rapport van de missie anders geweest zou zijn als hij had geweten wat hij nu wist, met name aangaande de vraag of de vele omgekomen Palestijnse burgers door Israël opzettelijk om het leven gebracht waren. Echter, de andere drie leden van de commissie, Hina Jilani, Christine Chinkin, en Desmond Travers, bleven achter de conclusies staan omdat vervolgonderzoek naar de gebeurtenissen niet was afgerond Ook Goldstone zelf ontkende een uitspraak van een Israëlische minister dat hij het rapport zou willen herroepen. Goldstone stelde aan de kaak dat, waar Israël ruim 400 onderzoeken deed naar mogelijk wangedrag door Israëlische militairen er door Hamas niet één onderzoek is gelast naar oorlogsmisdaden aan Palestijnse kant.
Na de Gaza-oorlog waren er verkiezingen in Israël. Kadima, de linkse partij van Tzipi Livni, had gewonnen, maar was niet in staat een coalitie te vormen, hetgeen leidde tot het aan de macht komen van de rechtse Likoed-partij, de partij van de voormalige president Ariël Sharon. De nieuwe president was Benjamin Netanyahu. Met hem in de Knesset kwam ook de extreemrechtse joods-orthodoxe 'Israël Ons Huis'. Het bericht van de Knesset aan de Arabische wereld was duidelijk: geen vrede, geen ontruiming van de bezette gebieden en geen zelfstandige Palestijnse staat. Israël kondigde een uitbreiding van de joodse nederzettingen op de Westoever, die door de VN officieel als illegaal worden gezien. De Arabische leiders eisten een stop van de uitbreiding van joodse nederzettingen, maar Israël weigert zich hieraan te houden. Als gevolg hierop is het vredesproces compleet stilgelegd.

### Afghanistan en Irak
Op 11 september 2001 werd de wereld opgeschrikt toen drie, door fundamentalistische moslims van al Qaida, gekaapte vliegtuigen zich in het World Trade Center en het Pentagon boorden. Een vierde vliegtuig stortte neer in onbewoond gebied. De Verenigde Staten openden de strijd tegen terrorisme. Allereerst werd Afghanistan aangevallen, waar Al Qaida diverse bases had. Het Talibanregime in Afghanistan werd verdreven. Begin 2003 werd Irak in de Irakoorlog binnengevallen en Saddam Hoessein afgezet.
Het terrorisme leidde ook in Egypte, Saoedi-Arabië en Jordanië tot aanslagen.

### Arabische Lente
In december 2010 ontstond in Tunesië een golf van volksprotest tegen de dictatoriale regimes die zich verspreidde door de hele Arabische wereld en verschillende ingrijpende gevolgen had voor de betrokken landen. Deze periode wordt ook wel omschreven als de Arabische Lente (naar de Praagse Lente in 1968) door het hervormingsgezinde karakter van de breedgedragen demonstraties, waarin meestal meer vrijheden en democratisering werden geëist. De Jasmijnrevolutie in januari 2011 werd gevolgd door de Egyptische Revolutie in februari; de staatshoofden moesten onder massale druk van straatprotesten aftreden, en hervormingen en vrije verkiezingen werden door interim-regeringen aangekondigd. In Libië kwam men in opstand tegen Moammar al-Qadhafi en verdreven rebellen na een half jaar burgeroorlog zijn regime uit de hoofdstad en meeste grote steden, hierin bijgestaan door een door de VN-Veiligheidsraad ingesteld en door de NAVO en andere landen gehandhaafd vliegverbod. De protesten in Syrië en Jemen hebben (nog) niet geleid tot een omwenteling ten gunste van de demonstranten/opstandelingen en de uitkomst is nog onbekend. De Bahreinse Opstand lijkt zo goed als neergeslagen, en in Jordanië, Saoedi-Arabië, Algerije en Marokko lijken politie-optreden en hervormingen de meeste onrust te hebben gestild. Bij veel protesten zijn doden en gewonden gevallen, in de oorlog in Libië tot in de tienduizenden. Ook heeft de Arabische Lente de spanningen tussen Arabieren (vooral Palestijnen en Egyptenaren) en Israëliërs weer op scherp gezet; er waren verscheidene grensincidenten en de Israëlische ambassade in Caïro werd bestormd door een woedende menigte.

### Abraham-akkoorden
In 2020 sloten een viertal Arabische landen (de Verenigde Arabische Emiraten, Bahrein, Marokko en Soedan overeenkomsten met Israël, waarbij de onderlinge betrekkingen grotendeels werden genormaliseerd. Deze overeenkomsten zijn bekend geworden onder de naam Abraham-akkoorden naar de gezamenlijke aartsvader Abraham. Op de achtergrond speelt de toenemende bezorgdheid over de invloed van Iran een rol.